# Pedro Poveda Castroverde
Pedro Poveda (nascido Pedro José Luis Francisco Javier Poveda Castroverde; 3 de dezembro de 1874 - 28 de julho de 1936) foi um padre espanhol, humanitário, educador e santo mártir. Foi o fundador da Associação Teresiana. Sua atividade humanitária-educativa durou mais de 30 anos, até sua execução por perseguidores da fé cristã em 1936. Poveda foi beatificado em 1993 e canonizado em 2003; sua festa é 28 de julho.

## Vida

### Juventude e bolsa de estudos
Pedro Poveda nasceu em 3 de dezembro de 1874 em Linares, Espanha, na família solidamente cristã de José Poveda Montes e María Linarejos Castroverde Moreno. Decidindo ainda jovem ser padre, ingressou no seminário de Jaén em 1889, e depois transferiu-se para o seminário de Guadix, Granada, onde lhe foi oferecida uma bolsa de estudos pelo bispo.  Ordenado em 17 de abril de 1897, aos vinte e três anos, lecionou no seminário, continuou os estudos e obteve a licenciatura em teologia em Sevilha, em 1900.

### Início da atividade educativa
Em 1902 foi designado para pregar uma missão quaresmal em Guadix aos ciganos que viviam nas cavernas. Começou aulas de doutrina cristã, depois duas escolas para as crianças. Poveda mudou-se para as cavernas para viver mais perto das pessoas. Começou aulas de doutrina cristã, depois uma escola para meninos e meninas, um refeitório e aulas noturnas para adultos.  Arrecadou fundos para o projeto, viajando pela província e por Madrid, onde tinha bons amigos, e organizou as Conferências de São Vicente de Paulo. Convencido da importância da educação, fundou as Escolas do Sagrado Coração para crianças pobres. Em 1905, devido a dificuldades de aceitação das suas atividades socioeducativas, foi obrigado a abandonar o trabalho nas Grutas de Guadix e aos trinta e dois anos aceitou a nomeação como cônego da Basílica de Covadonga, Astúrias.

### Criação da Associação Teresiana, anos posteriores
A sua passagem por Guadix impressionou Pedro com a necessidade de educação para os pobres. Começou a publicar artigos e panfletos sobre a questão da formação profissional de professores.  Estas constituem o início do que mais tarde se tornará a Associação Teresiana. As Academias foram uma resposta à situação crítica da época. Na Espanha, no final do século XIX, 68% dos homens e 79% das mulheres eram analfabetos. 
Ele ingressou na União Apostólica dos Padres Seculares em 1912, escreveu sobre a necessidade de mais professores e abriu centros de formação de professores. Voltou a lecionar no seminário de Jaén, serviu como diretor espiritual do Centro Catequético Los Operarios e ensinou religião na Escola de Formação de Professores.  Em 1921 foi transferido para Madrid e nomeado capelão do Palácio Real.  Em 1922 foi nomeado para o Conselho Central Contra o Analfabetismo e continuou a trabalhar na Associação Teresiana.

## Morte
Quando estourou a Guerra Civil, ele foi identificado como inimigo pelos republicanos que desejavam descristianizar as escolas. Poucos dias antes de sua morte, ele escreveu: "Agora, mais do que nunca, devemos estudar a vida dos primeiros cristãos para aprender com eles como se comportar em tempos de perseguição. Veja como eles obedeceram à Igreja, como confessaram a Cristo, como eles se prepararam para o martírio, como oraram pelos seus perseguidores e os perdoaram..." 
Na madrugada de 28 de julho de 1936, um grupo de paramilitares veio fazer uma busca em sua casa. Pe. Pedro identificou-se, dizendo: “Sou sacerdote de Cristo”.  Ele foi baleado por um pelotão de fuzilamento por sua fé e pela causa da educação cristã.  Padre Poveda tinha sessenta e um anos. 

## Veneração

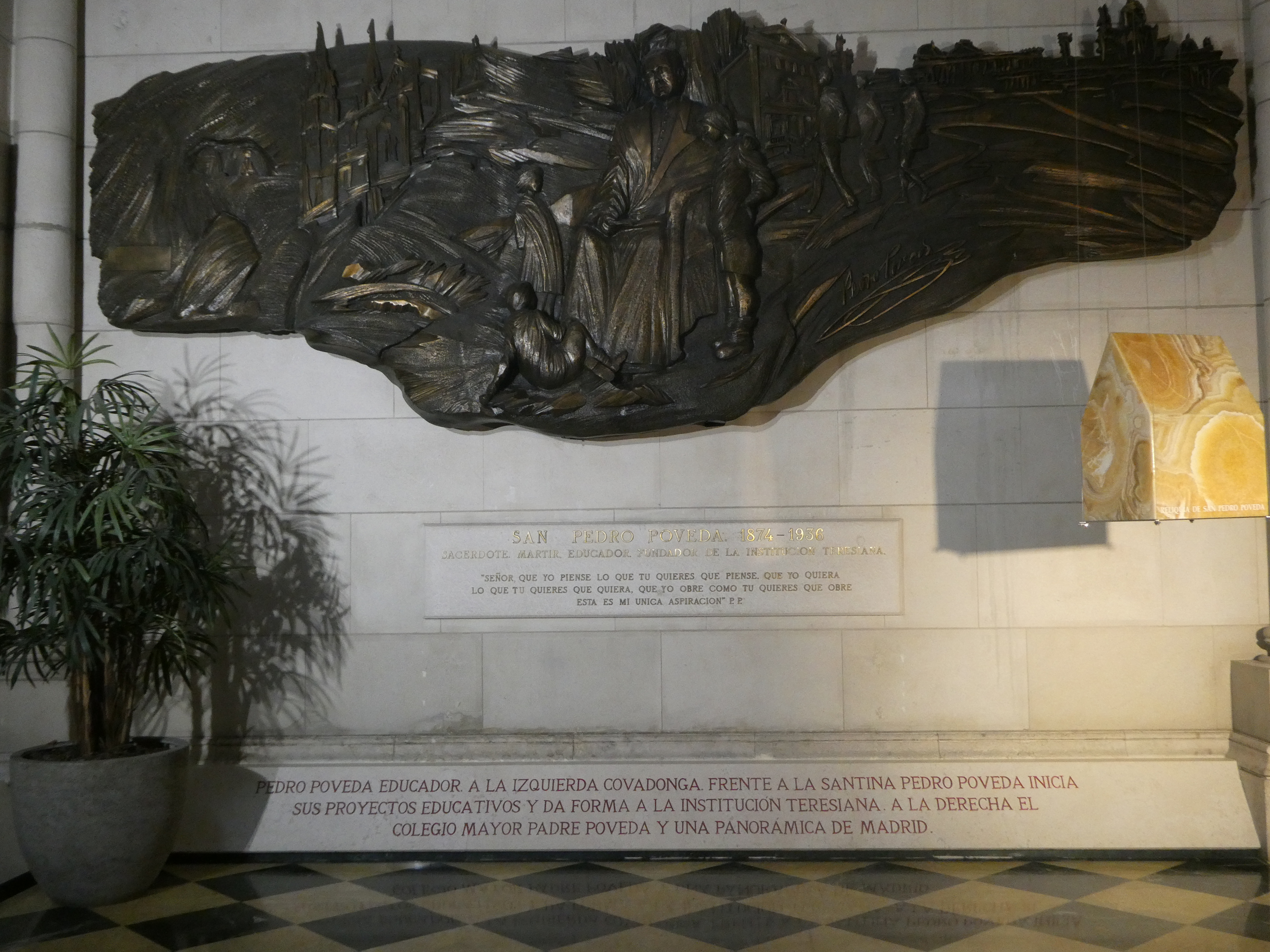
Memorial a Poveda na Catedral da Almudena, Madrid.

Foi beatificado pelo Papa João Paulo II na Basílica de São Pedro em 10 de outubro de 1993, juntamente com Victoria Diez, membro da Associação Teresiana. Esta associação possui escolas em todo o mundo, inclusive no Brasil. Irlanda, Filipinas, Índia e na maioria das capitais sul-americanas. Ele foi canonizado em 4 de maio de 2003 pelo Papa João Paulo II em Madrid, Espanha.  O seu trabalho é continuado por muitos homens, mulheres e jovens nos quatro continentes pela Associação Teresiana.

## Legado
“São Pedro Poveda, compreendendo a importância do papel da educação na sociedade, empreendeu uma importante tarefa humanitária e educativa entre os marginalizados e os necessitados. Foi... um mestre da vida cristã e da relação entre fé e conhecimento, convencido de que os cristãos devem trazer valores essenciais e compromisso para a construção de um mundo mais justo e solidário. Sua vida terminou com a coroa do martírio”. 

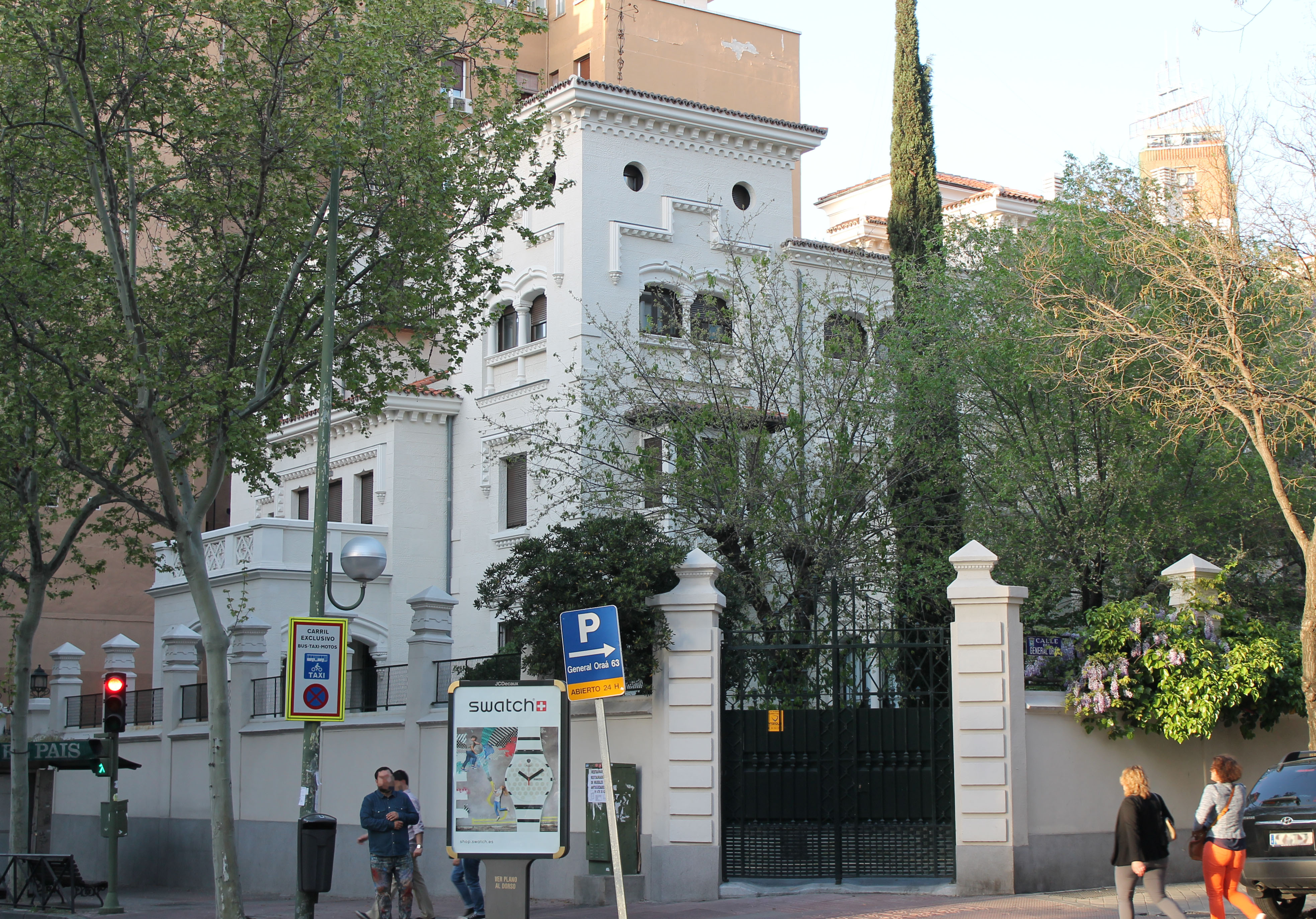
Palacete de José Goyanes Capdevila (Madri), Sede da Associação Teresiana

## Associação Teresiana
Poveda estava profundamente consciente da necessidade de educação no seu país e de professores qualificados para a proporcionar. Ele também viu isso como um papel importante para as mulheres. Em 1911 fundou a Academia Santa Teresa de Ávila em Oviedo para as senhoras que estudavam para se tornarem professoras,  e deu-lhe o nome de Santa Teresa de Ávila, uma mulher erudita, doutora da Igreja e professora de oração. Ele nomeou esta organização como Associação Teresiana. O seu objetivo é convidar homens e mulheres a trabalhar por uma transformação social e humana, de acordo com os valores do Evangelho, a partir da plataforma das suas próprias profissões, especialmente aquelas relacionadas com os campos da educação e da cultura.  Os primeiros membros da Associação eram mulheres envolvidas em todos os níveis de ensino, desde o ensino básico até ao ensino superior para mulheres. Academias adicionais foram estabelecidas em muitas outras cidades da Espanha.
Em 1914 abriu a primeira residência universitária espanhola para mulheres em Madrid. Foram abertas residências para mulheres nos locais que possuem universidade.
Em 1924, o Papa Pio XI aprovou a Associação Teresiana como “piedosa união de fiéis”, que posteriormente se espalhou pelo Chile e pela Itália.  Em 1951 foi concedido à Associação Teresiana o estatuto de Instituto Secular. Em 10 de julho de 1990, o Papa João Paulo II aprovou que ela voltasse à sua identidade original como Associação de Fiéis. A Associação Teresiana está registrada no Dicastério para os Leigos, a Família e a Vida da Santa Sé do Vaticano. Está ativo em trinta países. O seu objetivo é a promoção humana dos indivíduos e a transformação das estruturas injustas através de uma educação e de uma cultura transmitidas a partir de uma perspectiva cristã.